# Zlatar
Zlatar je město v Chorvatsku v Krapinsko-zagorské župě. Nachází se v Chorvatském Záhoří, asi 22 km jihovýchodně od Krapiny. V roce 2011 žilo ve Zlataru 2 906 obyvatel, v celé opčině pak 6 096 obyvatel.
Zlatar je také sídlem stejnojmenné opčiny, která (včetně samotného města) zahrnuje celkem 19 sídel:
- Belec – 356 obyvatel
- Borkovec – 225 obyvatel
- Cetinovec – 129 obyvatel
- Donja Batina – 374 obyvatel
- Donja Selnica – 196 obyvatel
- Ervenik Zlatarski – 35 obyvatel
- Gornja Batina – 238 obyvatel
- Gornja Selnica – 201 obyvatel
- Juranšćina – 193 obyvatel
- Ladislavec – 144 obyvatel
- Martinšćina – 375 obyvatel
- Petruševec – 135 obyvatel
- Ratkovec – 105 obyvatel
- Repno – 231 obyvatel
- Šćrbinec – 11 obyvatel
- Vižanovec – 156 obyvatel
- Završje Belečko – 62 obyvatel
- Zlatar – 2 906 obyvatel
- Znož – 24 obyvatel

Městem prochází silnice D29.